# Nataša Čikiriz
Nataša Čikiriz (serb. Наташа Чикириз, ur. 26 czerwca 1995) – serbska siatkarka, reprezentantka kraju, grająca na pozycji przyjmującej. 

## Sukcesy klubowe
Puchar Serbii:
- 2015, 2016
- 2011, 2013, 2014

Mistrzostwo Serbii:
- 2014, 2015, 2016
- 2011

Superpuchar Serbii:
- 2013, 2014, 2015

## Sukcesy reprezentacyjne
Mistrzostwa Europy Kadetek:
- 2011

Mistrzostwa Świata Kadetek:
- 2011

Mistrzostwa Europy Juniorek:
- 2012